# Conjectura de Kepler
A conjectura de Kepler é uma conjectura formulada pelo físico, matemático e astrônomo Johannes Kepler em 1611. Esta conjectura afirma que se empilhamos esferas iguais, a densidade máxima é alcançada com um empilhamento piramidal de faces centradas. Esta densidade é aproximadamente de 74%.
Em 1998 Thomas Hales anunciou que havia demonstrado a conjectura de Kepler. Foi publicada em Annals of Mathematics. A comprovação de Hales é uma demonstração por casos na qual se provam agrupamentos mediante complexos cálculos computacionais. Hales formulou uma equação com 150 variáveis que reconhecia cinco mil possíveis agrupamentos de esferas iguais.
Os doze matemáticos selecionados por Annals para realizar a revisão por pares comentaram que estavam "99% seguros" da exatidão da demonstração de Hales, mas que era impossível revisar os três gigabytes de códigos.